# Championnat National A
Il Championnat National A, è la massima divisione professionistica del campionato tunisino di pallacanestro. Amministrato ed organizzato dalla Federazione cestistica della Tunisia (FTBB), è composto da 10 squadre..
L'Étoile Sportive de Radès detiene il record per il maggior numero di titoli conquistati, con un totale di tredici campionati. L'attuale campione è l'U.S. Monastir, che ha conquistato il suo sesto titolo consecutivo nella stagione 2023-24. 
I campioni di ogni stagione si qualificano direttamente per la stagione regolare della Basketball Africa League (BAL), la principale competizione continentale africana per club.

## Formato
Ogni stagione della Pro A inizia solitamente a fine settembre o all'inizio di ottobre e segue il seguente formato:
- Regular Season: tutte le squadre si affrontano in partite di andata e ritorno. Le sei squadre meglio classificate accedono al turno per il titolo, mentre le altre passano al turno di retrocessione.
- Seconda fase:

- Play-off: Sei squadre si affrontano nuovamente in partite di andata e ritorno, con le prime quattro che si qualificano per i Super Playoff.
- Play-out: Le restanti squadre si affrontano in partite di andata e ritorno. La squadra ultima classificata viene retrocessa nella Nationale 1, la seconda divisione nazionale. Le altre squadre continuano nei play-out.
- Super Playoff: Le quattro squadre rimanenti si sfidano in una fase a eliminazione diretta con serie al meglio delle tre partite. I vincitori della finale vengono proclamati campioni.
- Super Play-out: La prima, la seconda e la terza classificata dei play-out affrontano la quinta e la sesta classificata dei play-off. La squadra sesta classificata del Super Play-out viene anch'essa retrocessa nel Championnat Nationale 1.

## Squadre partecipanti
Di seguito sono riportate le 10 squadre che prendono parte all'edizione 2024-2025.
| Squadre               | Città              | Palazzetto                            | Capacità |
| --------------------- | ------------------ | ------------------------------------- | -------- |
| Club Africain         | Tunisi             | Chérif-Bellamine Indoor Sports Hall   | 2.500    |
| Dalia Sport Grombalia | Grombalia          | Grombalia Indoor Hall                 | 1.400    |
| E.S. Radès            | Radès              | Taoufik-Bouhima Indoor Hall           | 3.500    |
| BC Mahdia             | Mahdia             | Salle Rached Khouaja                  | 2.500    |
| JS Menazah            | Tunisi (El Menzah) | El Menzah Sports Palace               | 4.500    |
| EO La Goulette        | La Goulette        | Salle couverte de La Goulette-Le Kram | 2.000    |
| US Al Ansar           | Nabeul             | Salle Bir Challouf                    | 5.000    |
| Étoile du Sahel       | Susa               | Salle Olympique                       | 5.000    |
| U.S. Monastir         | Monastir           | Mohamed-Mzali Sports Hall             | 4.075    |
| JS Kairouanaise       | Kairouan           | Kairouan Indoor Sports Hall           | 2.000    |

## Albo d'oro
- 1956 :  L'Orientale
- 1957 :  Stade Gaulois
- 1958 :  Association Sportive Française
- 1959 :  Jeanne D'Arc D'avant-Garde
- 1960 :  Jeanne D'Arc D'avant-Garde
- 1961 :  Association Sportive Française
- 1962 :  Avant-Garde de Tunis
- 1963 :  Stade Nabeulien
- 1964 :  E.S. Radès
- 1965 :  E.S. Radès
- 1966 :  E.S. Radès
- 1967 :  E.S. Radès
- 1968 :  E.S. Radès
- 1969 :  E.S. Radès
- 1970 :  E.S. Radès
- 1971 :  E.S. Radès
- 1972 :  E.S. Radès
- 1973 :  Zitouna Sports
- 1974 :  Club Sportif des Cheminots
- 1975 :  Stade Nabeulien
- 1976 :  E.S. Radès
- 1977 :  Espérance de Tunis
- 1978 :  Club Sportif des Cheminots
- 1979 :  Espérance de Tunis
- 1980 :  Espérance de Tunis
- 1981 :  Étoile du Sahel
- 1982 :  Ezzahra Radès
- 1983 :  Ezzahra Radès
- 1984 :  E.S. Radès
- 1985 :  EO La Goulette
- 1986 :  EO La Goulette
- 1987 :  EO La Goulette
- 1988 :  EO La Goulette
- 1989 :  Stade Nabeulien
- 1990 :  EO La Goulette
- 1991 :  EO La Goulette
- 1992 :  Stade Nabeulien
- 1993 :  Ezzahra Radès
- 1994 :  Ezzahra Radès
- 1995 :  EO La Goulette
- 1996 :  Stade Nabeulien
- 1997 :  Ezzahra Radès
- 1998 :  U.S. Monastir
- 1999 :  Ezzahra Radès
- 2000 :  U.S. Monastir
- 2001 :  JS Kairouanaise
- 2002 :  JS Kairouanaise
- 2003 :  JS Kairouanaise
- 2004 :  Club Africain
- 2005 :  U.S. Monastir
- 2006 :  Stade Nabeulien
- 2007 :  Étoile du Sahel
- 2008 :  Stade Nabeulien
- 2009 :  Étoile du Sahel
- 2010 :  Stade Nabeulien
- 2011 :  Étoile du Sahel
- 2012 :  Étoile du Sahel
- 2013 :  Étoile du Sahel
- 2014 :  Club Africain
- 2015 :  Club Africain
- 2016 :  Club Africain
- 2017 :  E.S. Radès
- 2018 :  E.S. Radès
- 2019 :  U.S. Monastir
- 2020 :  U.S. Monastir
- 2021 :  U.S. Monastir
- 2022 :  U.S. Monastir
- 2023 :  U.S. Monastir
- 2024 :  U.S. Monastir
- 2025:  Club Africain

## Vittorie per squadra
| Club                           | Vittorie | 2º posto | Anni vittorie                                                                | Anni 2º posto          |
| ------------------------------ | -------- | -------- | ---------------------------------------------------------------------------- | ---------------------- |
| E.S. Radès                     | 13       | 4        | 1964, 1965, 1966, 1967, 1968, 1969, 1970, 1971, 1972, 1976, 1984, 2017, 2018 | 2013, 2015, 2019, 2020 |
| U.S. Monastir                  | 9        | 2        | 1998, 2000, 2005, 2019, 2020, 2021, 2022, 2023, 2024                         | 2018, 2025             |
| Stade Nabeulien                | 8        | 2        | 1963, 1975, 1989, 1992, 1996, 2006, 2008, 2010                               | 2011, 2012             |
| EO La Goulette                 | 7        | 0        | 1985, 1986, 1987, 1988, 1990, 1991, 1995                                     | -                      |
| Ezzahra Radès                  | 6        | 2        | 1982, 1983, 1993, 1994, 1997, 1999                                           | 2021, 2022             |
| Étoile du Sahel                | 6        | 4        | 1981, 2007, 2009, 2011, 2013                                                 | 2010, 2014, 2016, 2017 |
| Club Africain                  | 5        | 1        | 2004, 2014, 2015, 2016, 2025                                                 | 2023, 2024             |
| JS Kairouanaise                | 3        | 1        | 2001, 2002, 2003                                                             | 2004                   |
| Espérance de Tunis             | 3        | 0        | 1977, 1979, 1980                                                             | -                      |
| Association Sportive Française | 2        | 0        | 1958, 1961                                                                   | -                      |
| Jeanne D'Arc D'avant-Garde     | 2        | 0        | 1959, 1960                                                                   | -                      |
| Club Sportif des Cheminots     | 1        | 0        | 1974                                                                         | -                      |
| Zitouna Sports                 | 1        | 0        | 1973                                                                         | -                      |
| Avant-Garde de Tunis           | 1        | 0        | 1962                                                                         | -                      |
| Stade Gaulois                  | 1        | 0        | 1957                                                                         | -                      |
| L'Orientale                    | 1        | 0        | 1956                                                                         | -                      |